# CleanBrowsing
CleanBrowsing es un  servicio de resolución de nombres público  que incluye filtro de contenidos, fundado por Daniel B. Cid.  Permite usar DNS sobre TLS sobre en el puerto 853 y también DNS mediante HTTPS en el  puerto 443,  además del DNS estándar sobre el puerto 53. Los filtros de CleanBrowsing pueden ser utilizados por padres para proteger a sus niños de  contenido adulto o inapropiado en línea.

## Direcciones IP y filtros DNS
CleanBrowsing tiene 3 filtros estándar accesibles a través de las siguientes direcciones IP anycast:
|                     | Filtros de dominios | Valida DNSSEC | A través de IPv4                | A través de IPv6              | A través de DoH                                    | A través de DoT                       |
| ------------------- | ------------------- | ------------- | ------------------------------- | ----------------------------- | -------------------------------------------------- | ------------------------------------- |
| Filtro familiar     | Sí                  | Sí            | 185.228.168.168 185.228.169.168 | 2a0d:2a00:1:: 2a0d:2a00:2::   | https://doh.cleanbrowsing.org/doh/family-filter/   | family-filter-dns.cleanbrowsing.org   |
| Filtro para adultos | Sí                  | Sí            | 185.228.168.10 185.228.169.11   | 2a0d:2a00:1::1 2a0d:2a00:2::1 | https://doh.cleanbrowsing.org/doh/adult-filter/    | adult-filter-dns.cleanbrowsing.org    |
| Filtro de seguridad | Sí                  | Sí            | 185.228.168.9 185.228.169.9     | 2a0d:2a00:1::2 2a0d:2a00:2::2 | https://doh.cleanbrowsing.org/doh/security-filter/ | security-filter-dns.cleanbrowsing.org |

## Filtro familiar
Bloquea el acceso a contenido de adulto, proxy y VPNs, phishing y dominios maliciosos. Fuerza el uso de Búsqueda Segura en Google, Bing y YouTube/Youtube.

### Filtro para adultos
Es menos restrictivo que el filtro Familiar y solo bloquea el acceso de bloques únicos a contenido de adultos y dominios maliciosos/phishing.

### Filtro de seguridad
Bloquea el acceso a dominios maliciosos y de phishing.